# Campeonato Paraense de Futebol de 1965
O Campeonato Paraense de Futebol de 1965 foi a 53.ª edição da principal divisão do futebol do Pará. Organizada pela Federação Paraense de Desportos, a competição contou com a participação de sete clubes. O Paysandu sagrou-se campeão, conquistando seu 23º título estadual, enquanto o Remo ficou com o vice-campeonato. Nascimento, da Tuna Luso, foi o maior goleador do certame, com 12 gols marcados.[carece de fontes?]
Com a conquista do título paraense, o Paysandu também conseguiu o direito de participar do Grupo Norte da Taça Brasil de 1966.

## Participantes
| Equipe             | Cidade     | Títulos (mais recente) | Part. |
| ------------------ | ---------- | ---------------------- | ----- |
| Beneficente Avante | Salvaterra | 0 (não possui)         | 6     |
| Combatentes        | Belém      | 0 (não possui)         | 15    |
| Júlio César        | Belém      | 0 (não possui)         | 19    |
| Liberato de Castro | Belém      | 0 (não possui)         | 6     |
| Paysandu           | Belém      | 22 (1963)              | 49    |
| Remo               | Belém      | 21 (1964)              | 49    |
| Tuna Luso          | Belém      | 7 (1958)               | 31    |

## Premiação
| Campeonato Paraense de 1965   |
| Belém                         |
| ----------------------------- |
| Paysandu Campeão (23º título) |